# Macedonie I al Constantinopolului
Macedonie (în greacă Μακεδόνιος, transliterat: Makedonios; d. după 360) a fost un arhiepiscop grec al Constantinopolului din 342 până în 346 și din 351 până în 360. El a susținut învățătura care nega dumnezeirea Sfântului Duh și a inspirat înființarea sectei „pnevmatomahilor”, care a fost declarată ulterior eretică.

## Biografie
După moartea arhiepiscopului Alexandru în 336, adepții ortodocși ai săi l-au susținut pe preotul Pavel (fostul secretar al arhiepiscopului Alexandru) pentru a ocupa scaunul arhiepiscopal. Pe de altă parte, arienii s-au adunat în jurul preotului Macedonie. Pavel a fost hirotonit episcop, dar nu a rămas mult timp în scaunul arhiepiscopal. Împăratul semiarian Constanțiu al II-lea a venit la Constantinopol, a convocat un sinod de episcopi arieni, l-a alungat pe Pavel I și, spre dezamăgirea lui Macedonie, l-a numit pe Eusebiu de Nicomidia în scaunul arhiepiscopal vacant. Se crede că acest eveniment a avut loc în 338 sau în 339.
Moartea lui Eusebiu în 341 a relansat conflictul între susținătorii fostului arhiepiscop Pavel și cei ai preotului arian Macedonie. Arhiepiscopul Pavel s-a întors și a fost reinstalat în Biserica „Sf. Irina” din Constantinopol; episcopii arieni l-au hirotonit imediat pe Macedonie în Biserica „Sf. Pavel”. Conflictul între niceeni și arieni a devenit atât de violent, încât împăratul Constanțiu l-a trimis pe generalul Hermogenes pentru a-l alunga pe Pavel pentru a doua oară. Soldații săi au întâmpinat însă o rezistență deschisă; generalul a fost ucis și trupul său a fost târât prin oraș.
Constanțiu a părăsit îndată Antiohia și a pedepsit populația Constantinopolului prin privarea ei de jumătate din rația ei zilnică de porumb. Pavel a fost expulzat în anul 342, Macedonie a fost mustrat cu severitate pentru rolul său în aceste tulburări și pentru că a acceptat să fie hirotonit fără acordul imperial, dar cu toate acestea arienii au triumfat. Macedonie a primit dreptul de a celebra slujbe în biserica în care fusese hirotonit. Arhiepiscopul Pavel s-a dus la Roma, iar el, Atanasie din Alexandria și ceilalți episcopi ortodocși alungați din scaunele lor au fost trimiși înapoi de papa Iuliu I cu scrisori de mustrare pentru cei care i-au destituit. Prefectul Filip a pus în aplicare noile ordine ale împăratului care prevedeau exilarea urgentă a lui Pavel la Tesalonic și reinstalarea pe tronul arhiepiscopal a lui Macedonie, dar nu fără vărsare de sânge.
Macedonie a ocupat tronul arhiepiscopal aproximativ șase ani, timp în care curierii și delegații, papa și împărații, sinoadele și contrasinoadele au dezbătut și contestat tratamentul la care fuseseră supuși arhiepiscopii Pavel și Atanasie. În anul 346, ca urmare a amenințării lui Constant, împăratul din regiunea apuseană a Imperiului, că va declanșa un război, Constanțiu l-a reinstalat pe tronul arhiepiscopal pe Pavel; arhiepiscopul Macedonie a trebuit să se retragă la o biserică proprie. Asasinarea lui Constant din 350 a făcut ca regiunea imperială răsăriteană să intre sub controlul exclusiv al lui Constanțiu, iar Pavel a fost îndată exilat. Au fost emise noi edicte imperiale, care au permis arienilor să pretindă că sunt facțiunea dominantă în biserică.
Întoarcerea lui Macedonie pe tronul arhiepiscopal a fost marcată, potrivit unor cronicari, printr-o serie de acțiuni care, dacă au avut loc cu adevărat, îl califică drept un bigot crud. Novațianiștii au suferit poate chiar mai mult decât ortodocșii și unii dintre ei au fost împinși la o rezistență disperată: cei din Constantinopol au transportat materialele de construcție ale bisericii lor într-o suburbie îndepărtată a orașului, iar cei din orașul Mantinium (aflat în provincia Paflagonia) au îndrăznit să-i înfrunte pe soldații imperiali trimiși ca să-i alunge din casele lor. „Faptele lui Macedonie”, spune Socrate Scholasticus, „în numele creștinismului, au constat în crime, bătălii, încarcerări și războaie civile”.
Un act de necuviință l-a făcut în cele din urmă să piardă favoarea imperială în 358. Mormântul împăratului Constantin I se deteriorase și risca să se prăbușească, iar Macedonie a decis să deshume rămășițele pământești. Ortodocșii s-au opus cu virulență acestei acțiuni, considerând că „deshumarea susținătorului credinței nicene” era un sacrilegiu, în timp ce arienii au susținut necesitatea efectuării unor reparații structurale. Când rămășițele pământești au fost transportate la biserica lui Acachie Martirul, populația înfuriată s-a adunat în biserică și în curtea bisericii; a urmat un masacru atât de înspăimântător încât locul a fost umplut cu sânge și trupuri măcelărite. Mânia lui Constanțiu împotriva lui Macedonie a fost mare atât din cauza măcelului, cât mai ales pentru că a mutat rămășițele tatălui său fără să-l consulte.
Împăratul a convocat un sinod al episcopilor răsăriteni care a avut loc în anul 359 în orașul Seleucia. Macedonie a sosit cu întârziere, iar episcopii participanți au hotărât că, fiind pus sub acuzare, nu era potrivit să rămână acolo (Socr. ii. 40). Adversarii săi, printre care aflau Acachie al Cezareei, Eudoxie al Antiohiei și alții, l-au urmat la Constantinopol și, profitând de indignarea împăratului, l-au destituit în anul 360 pe motiv de cruzime și nereguli canonice. Macedonie s-a retras într-o suburbie a orașului și a murit acolo.
Se spune că el a elaborat învățătura care nega dumnezeirea Sfântului Duh. Adepții acestei învățături au fost numiți „macedonieni” sau „pnevmatomahi” (luptători împotriva Sfântului Duh).
Doctrina sa a fost adoptată de Eleusius și de alții; adepții ei au dovedit atâta zel în susținerea cauzei încât au ajuns uneori să fie mai cunoscuți ca maratonieni. Atitudinea lor gravă și ascetică și elocvența agreabilă și convingătoare au câștigat mulți adepți la Constantinopol și, de asemenea, în Tracia, Bitinia și provinciile helespontine. În timpul domniei împăratului Iulian Apostatul, pnevmatomahii au ajuns suficient de puternici pentru a proclama într-un sinod organizat în orașul Zele din Pont separarea lor atât de arieni, cât și de ortodocși. În 374 papa Damasus I și în 381 Primul Sinod de la Constantinopol au condamnat învățătura lor, pe care au declarat-o ca fiind eretică, iar pnevmatomahii au încetat treptat să mai existe ca o sectă distinctă.